# Adam Adami

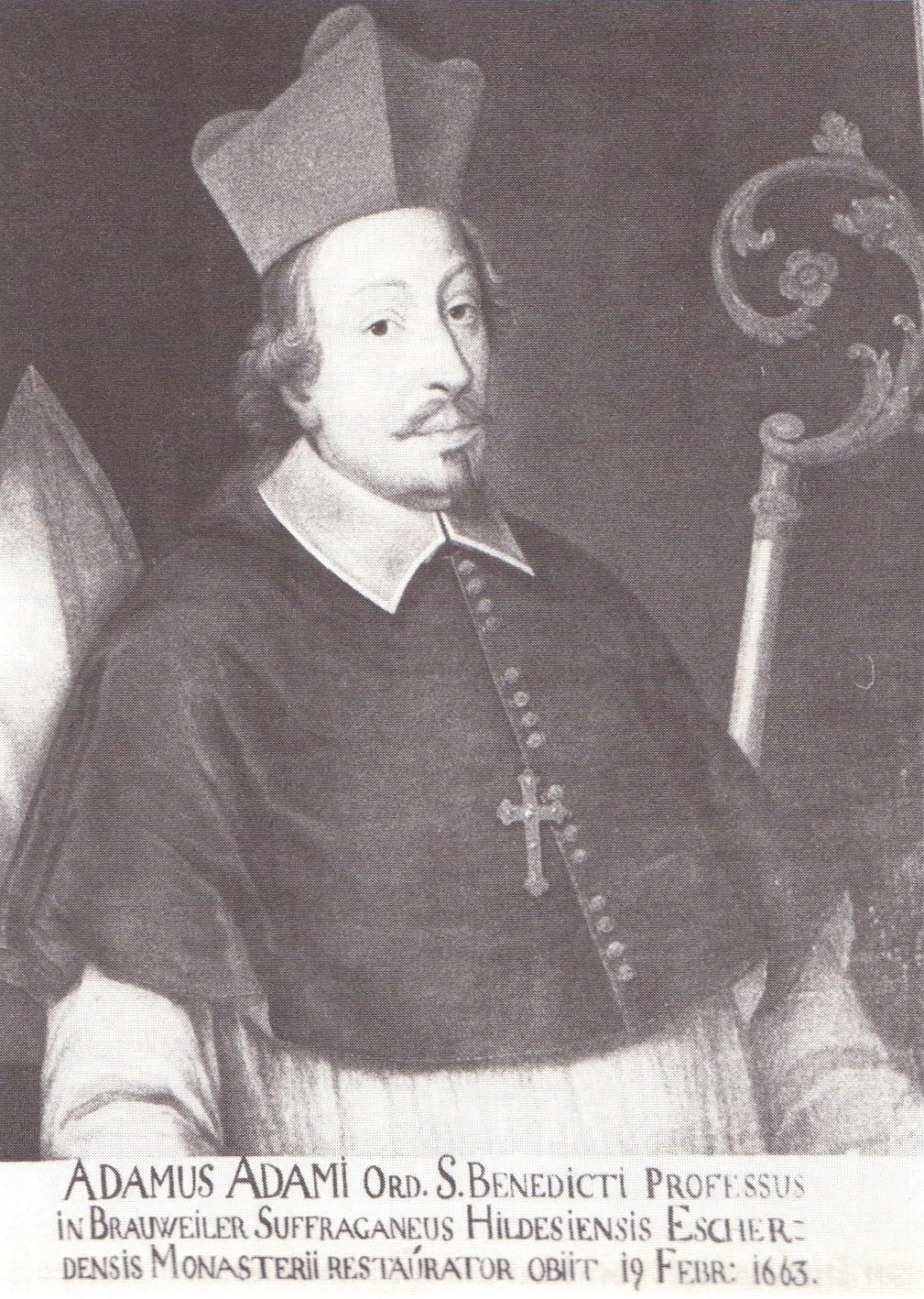
Adam Adami als Verwalter des Hochstifts Hildesheim; Porträt in der Dombibliothek Hildesheim

Adam Adami OSB (* 1610 in Mülheim bei Köln; † 19. Februar 1663 in Hildesheim) war Prior von St. Jakob bei Mainz, Prior von Murrhardt, Titularbischof von Hierapolis und Weihbischof im Bistum Hildesheim.

## Leben
Adami war von einfacher Abstammung und studierte vermutlich in Köln. Im Alter von 19 Jahren trat er in der Abtei Brauweiler in den Benediktinerorden ein und beschäftigte sich hier mit Theologie und dem Rechtsstudium. 1633 empfing er die Priesterweihe und im folgenden Jahr die Ernennung zum Rektor des damaligen Benediktiner-Seminars in Köln, wo er zum Doktor der Theologie promovierte. 1637 wurde er Prior der Benediktinerabtei St. Jakob auf dem Mainzer Jakobsberg, 1639 Prior der restituierten württembergischen Abtei Murrhardt und von 1647 bis 1650 Abt der Huysburg.

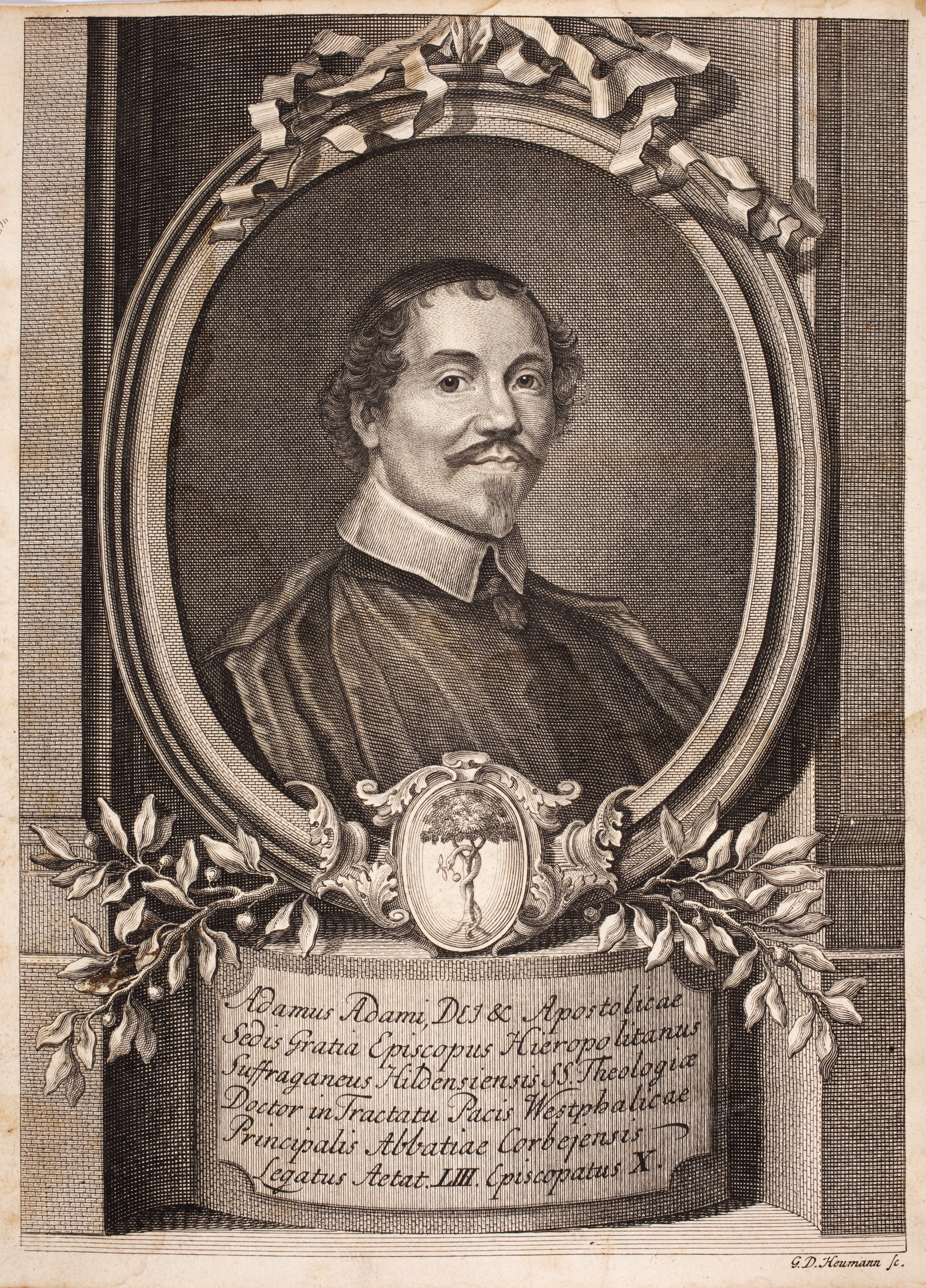
Adam Adami.

Adam Adami erwarb sich den Ruf, ein geschickter Diplomat zu sein. Daher vertrat er von 1645 bis 1648 als Gesandter den Fürstabt von Corvey und die schwäbischen Reichsprälaten bei den Verhandlungen zum Westfälischen Frieden in Münster. Er gehörte mit Franz Wilhelm von Wartenberg und Johann von Leuchselring zur Gruppe der katholischen Maximalisten gegen Trauttmansdorff und den Kaiser. Adamis Engagement für die schwäbischen Klöster und ihren Erhalt für die katholische Kirche war nicht von Erfolg gekrönt, da 17 schwäbische Klöster und fünf Stifte dem Herzog von Württemberg zugeschlagen wurden.

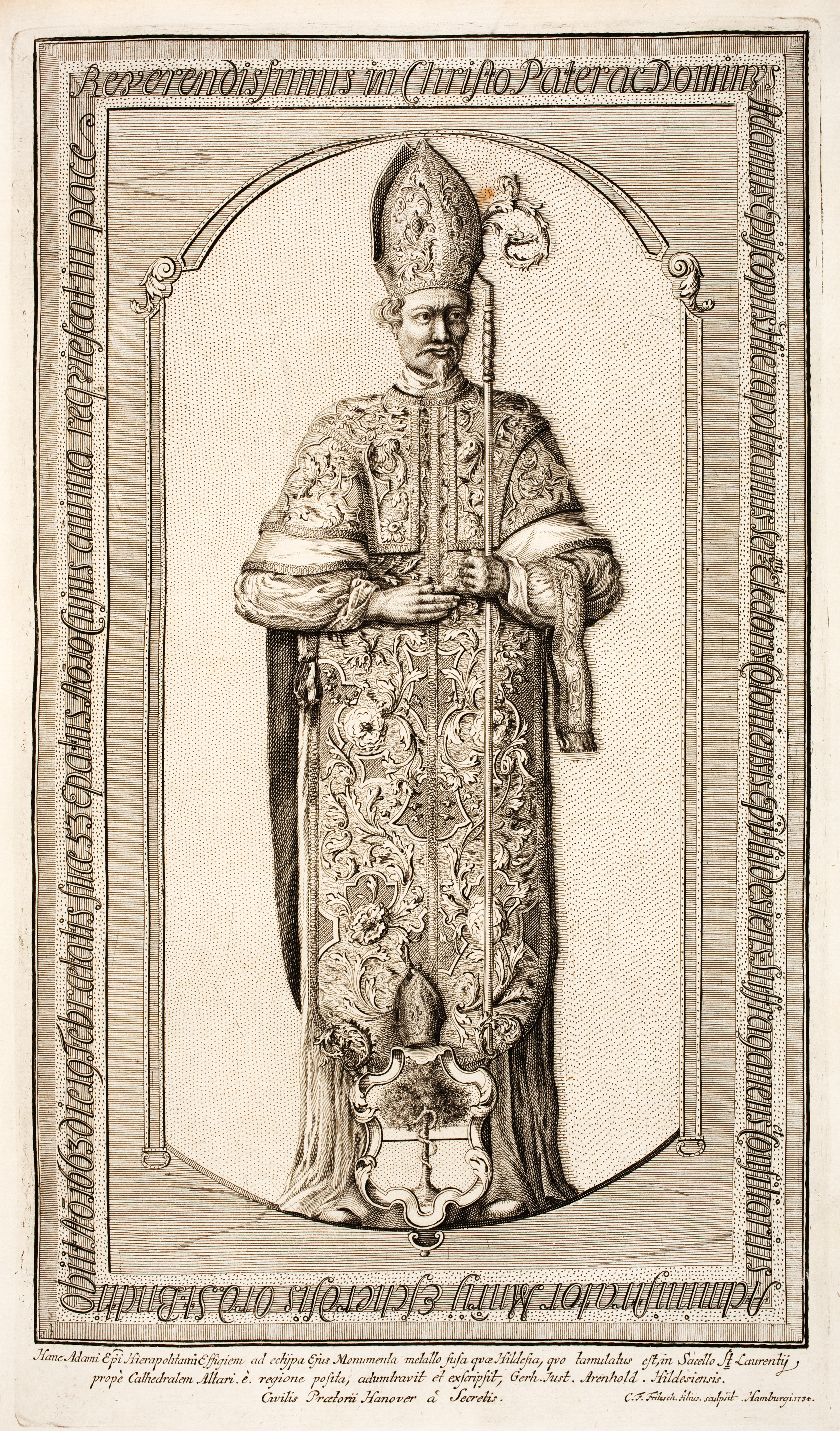
Adam Adami

Von 1650 bis 1651 hielt sich Adami als Gesandter des Kölner Erzbischofs Maximilian Heinrich von Bayern in Rom auf. 1652 wurde er dessen Weihbischof in Hildesheim. Die Bischofsweihe zum Titularbischof von Hierapolis in Isauria spendete ihm am 23. März 1653 der Paderborner Weihbischof Bernhard Frick. Als Weihbischof in Hildesheim veröffentlichte er seine Aufzeichnungen über die Friedensverhandlungen in Münster, die 1698 unter dem Titel Arcana pacis Westphalicae erschienen. Diese Aufzeichnungen bilden eine wichtige historische Quelle zum Westfälischen Frieden.

## Schriften
Adami Adami Episcopi Hierapolitani … Relatio Historica De Pacificatione Osnabrvgo-Monasteriensi: Ex Avtographo Avctoris Restitvta Atqve Actorvm Pacis Vestphalicae Testimoniis Avcta Et Corroborata Accvrante Joanne Godofredo de Meiern Regiae Maj. Britann. Et Elect. Brvnsv. Lvneb. A Consiliis Avlicis Et Archivi Praeposito. Schulz, Tuerpe, Lipsiae 1737 Digitalisat